# Інамото Дзюніті
Дзюніті Інамото (яп. 稲本潤一, нар. 18 вересня 1979, Юсуй) — японський футболіст, півзахисник клубу «Кавасакі Фронталє».
Виступав, зокрема, за клуб «Гамба Осака», а також національну збірну Японії.

## Клубна кар'єра
У дорослому футболі дебютував 1997 року виступами за команду «Гамба Осака», в якій провів чотири сезони, взявши участь у 118 матчах чемпіонату. Більшість часу, проведеного у складі «Гамби», був основним гравцем команди.
2001 року став гравцем лондонського «Арсеналу», однак в іграх англійської Прем'єр-ліги жодного разу на полі не з'явився, обмежившись виходами на заміну в матчах Ліги Чемпіонів. Після цього протягом 5 років Інамото виступав у різних британських клубах — «Фулгемі», «Кардіфф Сіті» та «Вест-Бромвіч Альбіон».
У сезоні 2006/07 виступав за «Галатасарай», після чого перейшов в клуб німецької Бундесліги «Айнтрахт» з Франкфурта.
У сезоні 2009/10 виступав за французький «Ренн».
До складу клубу «Кавасакі Фронталє» приєднався 2010 року. Наразі встиг відіграти за команду з Кавасакі 85 матчів в національному чемпіонаті.

## Виступи за збірну
Виступав за юнацькі і молодіжні збірні Японії, з якими став чемпіоном Азії (U-16) 1994 року та фіналістом молодіжного чемпіонату світу 1999 року. 2000 року у складі олімпійської збірної U-23 брав участь у футбольному турнірі на Літніх Олімпійських іграх 2000 року, на якому японці дійшли до чвертьфіналу.
2000 року дебютував в офіційних матчах у складі національної збірної Японії. В тому ж році став учасником кубка Азії з футболу 2000 року у Лівані, здобувши того року титул переможця турніру.
В подальшому був учасником трьох чемпіонатів світу (2002 року в Японії і Південній Кореї, 2006 року у Німеччині та 2010 року у ПАР), а також трьох Кубків конфедерацій (2001 року в Японії і Південній Кореї, де разом з командою здобув «срібло», 2003 року у Франції та 2005 року у Німеччині)
Всього провів у формі головної команди країни 83 матчі, забивши 5 голів.

## Статистика
Статистика виступів у національній збірній.
| Збірна Японії | Збірна Японії | Збірна Японії |
| Роки          | Ігри          | голи          |
| ------------- | ------------- | ------------- |
| 2000          | 14            | 0             |
| 2001          | 11            | 1             |
| 2002          | 10            | 2             |
| 2003          | 10            | 1             |
| 2004          | 6             | 0             |
| 2005          | 10            | 0             |
| 2006          | 4             | 0             |
| 2007          | 3             | 0             |
| 2008          | 2             | 0             |
| 2009          | 4             | 1             |
| 2010          | 8             | 0             |
| Усього        | 82            | 5             |

## Досягнення

### Клубні
- Чемпіон Англії: 2002
- Володар кубка Англії: 2002
- Володар Кубка Інтертото: 2002

### Збірна
- Переможець Юнацького (U-16) кубка Азії: 1994
- Фіналіст молодіжного чемпіонату світу: 1999
- Володар Кубка Азії: 2000
- Фіналіст Кубка конфедерацій: 2001

### Індивідуальні
- У символічній збірній чемпіонату Японії: 2000